# Index der Nahrungsmittelproduktion pro Kopf
Der Index der Nahrungsmittelproduktion pro Kopf (englischsprachige Bezeichnung der FAO: index of food production per capita) ist das Verhältnis der durchschnittlichen Menge der jährlich pro Kopf produzierten Nahrungsmittel zu der im erfassten Jahr produzierten Gesamtmenge. Er wird von der Ernährungs- und Landwirtschaftsorganisation der Vereinten Nationen (FAO) berechnet.
Zu Nahrungsmitteln im Sinne des Index zählen:
- Nüsse,
- Obst
- Hülsenfrüchte,
- Getreide,
- Gemüse,
- Zuckerrohr,
- Zuckerrüben,
- stärkehaltige Wurzeln,
- Speisefette,
- Lebensmittel tierischen Ursprungs (Fleisch, Speisefisch) und Produkte daraus (Wurst, Schinken und Speck[4])